# Cratere Larides
Larides è un cratere sulla superficie di Dione. Trae nome da Laride, uno dei due mitologici gemelli latini famosi per la loro indistinguibilità. 